# Adolph Brodsky

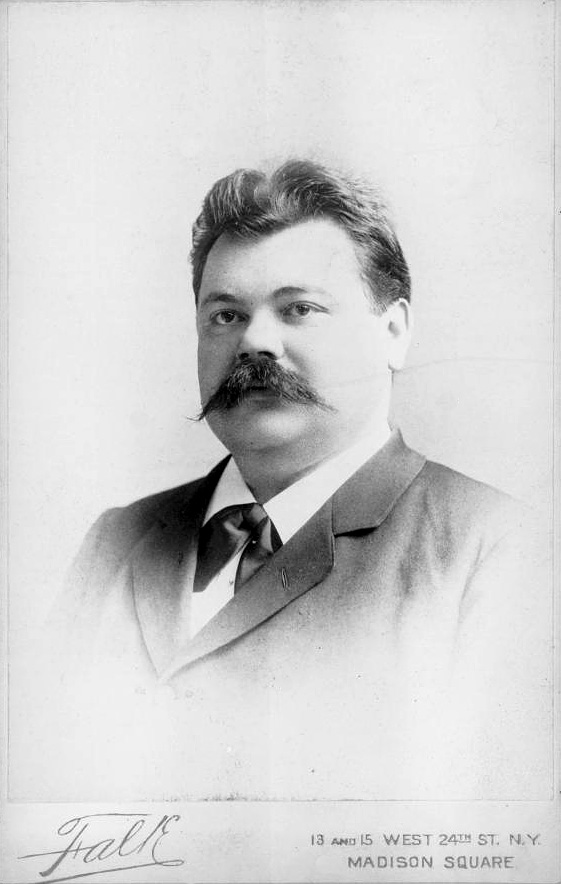
Adolph Brodsky in New York

Adolph Brodsky (Адольф Давидович Бродский, Adolf Davidovič Brodskij; * 21. Märzjul. / 2. April 1851greg. in Taganrog; † 22. Januar 1929 in Manchester) war ein russisch-jüdischer Geiger und Musikpädagoge.

## Leben
Brodsky, dessen Vater und Großvater Amateurmusiker waren, hatte ab dem vierten Lebensjahr Violinunterricht in seiner Heimatstadt und trat als Neunjähriger erstmals öffentlich in Odessa auf. Er studierte dann in Wien am Conservatorium der Gesellschaft der Musikfreunde Violine bei Joseph Hellmesberger und war 1868–69 Zweiter Violinist in dessen Streichquartett. Außerdem wurde er Mitglied des Wiener Hoforchesters.
Ab 1870 unternahm Brodsky mehrere Konzertreisen durch Russland und ging 1873 nach Moskau, wo er am Konservatorium bei Ferdinand Laub studierte. 1875 wurde er dessen Nachfolger als Violinprofessor. Auf einer Konzertreise durch Europa schrieb er Musikgeschichte, als er 1881 in Wien den Solopart bei der Uraufführung von Tschaikowskis heute weltberühmtem Violinkonzert übernahm. Dessen ursprünglicher Widmungsträger, Leopold Auer, hatte das Konzert als unspielbar abgelehnt.
Von 1883 bis 1891 unterrichtete Brodsky am Leipziger Konservatorium. Am Gewandhausorchester Leipzig war er Konzertmeister. Hier gründete er mit Ottokar Nováček, Hans Sitt und Julius Klengel das international angesehene Brodsky Streichquartett. 1891 ging er nach Amerika, um in New York am Scharwenka Conservatory of Music zu unterrichten. Zugleich wurde er Konzertmeister des New York Philharmonic Orchestra unter Walter Damrosch.
1895 ging Brodsky nach Manchester und wirkte bis 1896 beim Hallé Orchestra als Konzertmeister. 1896 folgte er Hallé als Leiter des Royal Manchester College of Music nach, diese Stelle hatte er bis zu seinem Tod 1929 inne.